# Nuno Gonçalo Vieira Matias
Almirante Nuno Gonçalo Vieira Matias GCC • CvA • GOA • GCA • GCIH (Porto de Mós, 9 de julho de 1939 —  13 de junho de 2020) foi um oficial militar superior português.

## Biografia
Terminou a licenciatura na Escola Naval em 1961 e foi voluntário para embarcar na fragata Vasco da Gama, como 2º tenente, para comissão em Angola de 1961 a 1963.
Especializou-se em Artilharia e também em Fuzileiro Especial.
Combateu na Guiné, como Comandante do Destacamento N.º 13 de Fuzileiros Especiais, de 1968]] a 1970.
Desempenhou depois, sucessivamente, as funções de professor da Escola Naval e de Director do Laboratório de Explosivos, Comandante da Força de Fuzileiros do Continente, Capitão dos portos de Portimão e de Lagos, Comandante do N.R.P. “João Belo”, Chefe de Divisão do Estado-Maior da Armada e professor do Instituto Superior Naval de Guerra. Além da formação em escolas nacionais, frequentou, ao longo da carreira, em países da NATO, uma dezena de cursos, entre os quais o Naval Command College, nos Estados Unidos, no ano letivo 1988/89. Nos postos de almirante, foi subchefe do Estado-Maior da Armada, superintendente dos Serviços do Material, Comandante Naval e comandante-em-chefe da Área Ibero-Atlântica da Organização do Tratado do Atlântico Norte (1997), terminando a carreira no cargo máximo de Chefe do Estado-Maior da Armada (1997-2002).
Foi agraciado com dezesseis condecorações nacionais, incluindo a Grã-Cruz da Ordem Militar de Cristo, e dez estrangeiras, do Brasil, Espanha, Estados Unidos da América, França e Itália.
Depois de desligado do serviço activo, foi membro da Comissão Estratégica dos Oceanos e do European Security Research Advisory Board da União Europeia.
Foi Presidente da Academia de Marinha;
Vice-presidente da Direção da Sociedade de Geografia de Lisboa;
Membro emérito da Academia das Ciências de Lisboa,
Membro de Nérito da Academia Portuguesa da História e do Conselho de Honra do ISCSP,
Presidente do Conselho Supremo da Liga dos Combatentes,
vogal do Conselho das Ordens Honoríficas Portuguesas;
membro do Conselho Nacional de Educação e
Presidente do Conselho Supremo da Sociedade Histórica da Independência de Portugal.
Foi professor convidado do Instituto de Estudos Políticos da Universidade Católica Portuguesa e autor de diversos trabalhos e artigos sobre estratégia marítima, segurança nacional e economia do mar.
Morreu no dia 13 de junho de 2020.

## Publicações
- "O mar, elemento relevante no futuro das relações internacionais de Portugal", Lusíada. Série relações internacionais, Porto, N. 2, 2001, p. 177-190
- “O poder naval e o serviço público”, Cadernos Navais, nº 10, A Estratégia Naval Portuguesa, Lisboa, Edições Culturais da Marinha, setembro de 2004, p.p. 67-82
- “O mar. Um oceano de oportunidades para Portugal”, Cadernos Navais, nº 13, Lisboa, Edições Culturais da Marinha, junho de 2005.
- “A perspectiva do militar. Geopolítica dos mares e dos oceanos, a segurança e a defesa, dimensões incontornáveis de uma estratégia marítima europeia”, Uma visão marítima europeia, Conselho Científico das Regiões Periféricas Marítimas da Europa (U.E.), Porto, 8 e 9 de dezembro de 2005, p.p. 70-74”
- “A importância do mar e a localização do espaço português”, Atlas de Portugal, Lisboa, Instituto Geográfico Português, 2005, p.p. 20-25.
- “O paradigma estratégico militar de segurança interna”, II Colóquio de Segurança Interna, Lisboa, ISCPSI; Almedina 2006, p.p. 47-54 “Freedom and Security: Defeating terrorism through the war of ideas”, Catholic University of Portugal / Atlas Economic Research Foundation, Lisbon, June, 2006.
- "Políticas públicas do mar : para um novo conceito estratégico nacional", Lisboa : Esfera do Caos, 2010.

## Condecorações[5][6]
- Cavaleiro da Ordem Militar de Avis de Portugal (25 de outubro de 1983)
- Grã-Cruz da Ordem do Mérito Naval de Espanha (28 de outubro de 1992)
- Grã-Cruz com Distintivo Branco da Ordem do Mérito Militar de Espanha (11 de outubro de 1994)
- Grande-Oficial da Ordem Militar de Avis de Portugal (9 de junho de 1995)
- Grande-Oficial da Ordem do Mérito Naval do Brasil (6 de agosto de 1997)
- Oficial da Ordem da Legião do Mérito dos Estados Unidos (23 de outubro de 1997)
- Medalha de Ouro da Ordem de Mérito da Marinha de Itália (12 de novembro de 1998)
- Comendador da Ordem Nacional da Legião de Honra de França (29 de setembro de 2000)
- Comendador da Ordem da Legião do Mérito dos Estados Unidos (20 de fevereiro de 2002)
- Grã-Cruz da Ordem Militar de Cristo de Portugal (18 de julho de 2002)
- Grã-Cruz da Ordem Militar de Avis de Portugal (3 de junho de 2004)
- Grã-Cruz da Ordem do Infante D. Henrique de Portugal (18 de dezembro de 2019)